# 문원 (가수)
문원(1988년 9월 30일 ~ )은 대한민국의 가수다. 
부천 부곡중학교, 부천 원미고등학교, 백석문화대학 실용음악과 졸업.
2012년 디지털 싱글 앨범 [나랑 살자]로 데뷔했다. '기련'으로 활동.
2026년, 신지와 결혼 예정이다.

## 방송
- 히든싱어 (2013) - 윤민수 편 4위
- 스타킹 - 박효신 모창 편
- 트롯 전국체전 (2020) - Top87 ( 최하위 )
- 어떠신지?!? (2025)